# Буд Интернешънъл
Буд Интернешънъл  е писта за провеждане на състезания от календара на Формула 1, която се намира на 50 километра от Делхи, Индия.
Дългата 5137 м писта е проектирана от Херман Тилке и осигурява 110 000 седящи места.
Ширината на пистата варира в края на отделните прави, което позволява на пилотите да избират различни линии на каране.

## Гран При на Индия
| Година | Пилот           | Конструктор  | Статистика |
| ------ | --------------- | ------------ | ---------- |
| 2013   | Себастиан Фетел | Ред Бул-Рено | Статистика |
| 2012   | Себастиан Фетел | Ред Бул-Рено | Статистика |
| 2011   | Себастиан Фетел | Ред Бул-Рено | Статистика |